# Heimerzheim
Heimerzheim er med 6.342 indbyggere (1.1. 2008) hovedbyen i Swisttal Kommune, i den tyske delstat Nordrhein-Westfalen. Den er del af Rhein-Sieg-Kreis i Regierungsbezirk Köln, og ligger cirka 20 km vest for Bonn.